# محمد حميدو
محمد حميدو مسؤول سامي جزائري.
كان محمد حميدو واليًا للنعامة ورئيس دائرة وأمين عام بعدة ولايات. وعين في الثلث الرئاسي لمجلس الأمة. وكان واليًا لبسكرة، ثم عيّن وزيرًا للسياحة والصناعة التقليدية والعمل العائلي في حكومة جراد الثانية. توفي صبيحة يوم الجمعة 31 ماي 2024